# Slatina nad Bebravou
Slatina nad Bebravou este o comună slovacă, aflată în districtul Bánovce nad Bebravou din regiunea Trenčín. Localitatea se află la altitudinea de 284 m deasupra n.m., se întinde pe o suprafață de 11,53 km2 și în 2017 număra 416 locuitori.

## Istoric
Localitatea Slatina nad Bebravou este atestată documentar din 1332.

## Demografie
| An:                | 1994 | 2004   | 2014    | 2024   |
| ------------------ | ---- | ------ | ------- | ------ |
| Număr de persoane: | 526  | 505    | 435     | 456    |
| Diferență:         |      | −3,99% | −13,86% | +4,82% |

| An:                | 2023 | 2024   |
| ------------------ | ---- | ------ |
| Număr de persoane: | 452  | 456    |
| Diferență:         |      | +0,88% |